# Municipio de Wishart
El municipio de Wishart (en inglés: Wishart Township) es un municipio ubicado en el condado de Polk en el estado estadounidense de Misuri. En el año 2010 tenía una población de 646 habitantes y una densidad poblacional de 12,14 personas por km².

## Geografía
El municipio de Wishart se encuentra ubicado en las coordenadas 37°31′20″N 93°27′45″O / 37.52222, -93.46250. Según la Oficina del Censo de los Estados Unidos, el municipio tiene una superficie total de 53.21 km², de la cual 53,04 km² corresponden a tierra firme y (0,32 %) 0,17 km² es agua.

## Demografía
Según el censo de 2010, había 646 personas residiendo en el municipio de Wishart. La densidad de población era de 12,14 hab./km². De los 646 habitantes, el municipio de Wishart estaba compuesto por el 98,3 % blancos, el 0,31 % eran afroamericanos, el 0,15 % eran amerindios, el 0,15 % eran asiáticos y el 1,08 % eran de una mezcla de razas. Del total de la población el 0,77 % eran hispanos o latinos de cualquier raza.